# Munții Stanovoi
Munții Stanovoi  (rus. Становой хребет) este un lanț muntos, cu altitudinea de maximă de 2.412 m deasupra n.m.. Ei sunt situați în Districtul Federal Orientul Îndepărtat din Rusia, în Asia de Est.

## Date geografice
Munții se întind pe o lungime de cca. 700 km, ei aparțin de Munții Siberiei de Sud, fiind amplasați la granița de sud dintre Iacuția și regiunea Amur. Munții se înalță la cca. 570 km sud de curbura fluviului Lena. Din munții Stanovoi izvorăște râul Aldan (2.273 km) un afluent al lui Lena. La nord se află platoul Aldan, iar spre sud face legătura o coamă muntoasă cu altitudinea de 2.020 m deasupra n.m., unde se află valea râului Zeia (1.242 km) un afluent al Amur, care alimentează un lac de acumulare și pe cursul se află un oraș cu același nume. Spre sud-vest se află munții Djagdi și Tukurin.
Munții Stanovoi alcătuiesc cumpăna apelor dintre Oceanul Arctic și Pacific. Până în anul 1858 aici se afla granița dintre China și Rusia. Partea centrală de nord a munților este travesată de șoseaua magistrală Amuro-Iacută (AJAM). Ea traversează o trecătoare cu altitudinea de 1040 m deasupra n.m. și un tunel (Nagorny-Tunnel) ce se află la altitudinea de 1300 m.